# Nokia 6061
Il Nokia 6061 è un telefono prodotto dall'azienda finlandese Nokia.

## Caratteristiche
- Dimensioni:  88 x 44 x 23,9 mm
- Massa: 92  g
- Risoluzione display: 128 x 160 pixel a 65 536 colori
- Durata batteria in conversazione: 3 ore
- Durata batteria in standby: 384 ore (16 giorni)
- Memoria: 3 MB